# 芳村区
芳村区（1949年至2005年）是中国廣東省广州市的一个旧市辖区，最早于1949年设立，经过多次撤区与复区，2005年与荔湾区合并。

## 地理
芳村区位于广州市西南端，三面临珠江，陆地面积42.6平方公里。属珠江三角洲北缘，地势平缓，气候温暖，属南亚热带季风气候。

## 历史
- 秦漢至南北朝，芳村區大致上是南海郡番禺縣管轄。
- 隋朝，番禺縣開始析出部份地方設置南海縣。
- 明朝洪武二年（ 西元一三六九年），芳村分屬南海縣和番禺縣管轄。
- 民國二十六年（ 西元一九三七年），芳村陸續劃歸廣州市。
- 1950年，广州市人民政府为加强市郊农村领导，在东南郊建立新滘区，北郊建立白云区，南郊建立芳村区，芳村开始成为区一级行政单位。
- 1954年，中共广州市委撤消芳村区建制，原芳村区农业口并入新滘区，居民划入河南区（今海珠区）。
- 1957年，市政府决定，将白云、黄埔、新滘（含芳村）三个区，合并成为广州市郊区。
- 1958年，原属南海县的海南、海北、海中、龙溪、增滘、五眼桥及沙贝、横沙等地划归广州市，郊区进一步扩大。同年，郊区成立了鹤洞、新滘、黄埔、沙河、三元里、石井、江村、石龙、人和、太和、竹料、钟落潭、罗岗、九佛等十四个农村人民公社。原南海县之海龙围及五眼桥等地归鹤洞人民公社管辖，芳村地区由芳村镇及鹤洞人民公社两部分组成。
- 1960年，市政府成立芳村城市人民公社。後改芳村区，成立“芳村区人民政府”，实行区一级行政体制，但1962年又合并划归回广州市郊区。
- 1984年，芳村地区成立鹤洞区公所，後又改为“东漖镇人民政府”。芳村地区划分为城镇、农村两部分。
- 1985年，因市区发展，政府把广州市划分为八个区，即：越秀、东山、荔湾、海珠、白云、黄埔、天河、芳村。
- 2001年12月，撤销东漖镇，设置东漖、东沙、海龙、中南4个街道办事处[1]。
- 2005年4月28日，将其与旧荔湾区合并，“芳村区”行政区划取消[2][3][4][5]。
- 2005年9月29日，广州市芳村区人民政府正式摘牌[6][7][8]。
- 2005年10月20日，中共广州市芳村区委员会正式撤销[9][10]。